# Mr. Monk Fights City Hall
| „Mr. Monk Fights City Hall” („Dl. Monk se luptă cu Primăria”) Monk Monk încearcă să o convingă pe secretara Maria să voteze pentru nedemolarea parcării | „Mr. Monk Fights City Hall” („Dl. Monk se luptă cu Primăria”) Monk Monk încearcă să o convingă pe secretara Maria să voteze pentru nedemolarea parcării |
| --- | --- |
| Episodul | Episodul 16 Sezonul 7 |
| Regia: | Chuck Parker |
| Scenariul: | Tom Scharpling Josh Siegal Dylan Morgan |
| Premiera: | 20 februarie 2009 |
| Distribuție: | Tony Shalhoub Traylor Howard Jason Gray-Stanford Ted Levine                                                                                             |
| Durata: | 41 minute |
| Precedat de: | „Mr. Monk and the Magician” |
| Urmat de: | „Mr. Monk's Favorite Show” |
| IMDb: | |

Mr. Monk Fights City Hall este episodul al 16-lea (și ultimul) din Sezonul 7 al serialului american Monk. Episodul a avut premiera pe 20 februarie 2009 la USA Network.

## Povestea
Aflând că primăria intenționează să distrugă parcarea de la intersecția străzilor Summerset și Geraldi din San Francisco, parcare în care a murit soția lui, Monk se leagă cu lanțuri la subsolul acesteia. O consilieră din partea primăriei, Eileen Hill, îi promite că vor revota decizia de a schimba sau nu parcarea cu un teren de joacă pentru copiii din cartier. Cu votul lui Eileen Hill, ar fi 4 voturi contra la 3 pentru păstrarea parcării.
Între timp la debarcaderul Vinton sunt găsiți doi turiști germani morți, soț și soție, jefuiți de camera foto, dar nu și de bani sau bijuterii. Eileen Hill dispare și Monk devine disperat. Crawford, un jurnalist miliardar aflat pe holurile primăriei, îi recomandă lui Monk să vorbească cu Gianopolous, țarul hot-dog-urilor, care a amenințat-o pe Eileen, deoarece aceasta dorea să-i închidă afacerile neigienice. 
Monk, împreună cu Natalie Teeger, Căpitan Leland Stottlemeyer și Locotenent Randy Disher, îl vizitează pe Gianopolous. Lucrătorii strâng bucăți de hot-dog de pe jos, tușesc asupra lor și folosesc carne stricată. Gianopolous când află că cei patru sunt de la secția de omucideri le spune angajaților să stea liniștiți că nu sunt de la protecția consumatorului. Gianopolous totuși este nevinovat deoarece pe înregistrările video nu apare Eileen. Cadavrul acesteia apare până la urmă din apă în apropiere de locul unde au murit cei doi germani. Eileena fost ștrangulată cu o cravată Chalmers făcută la comandă în Anglia, foarte scumpă. Monk încearcă să o convingă pe secretara defunctei Eileen, Maria, care este gravidă, să voteze în favoarea nedemolării parcării, dându-i jurnalele lui Eileen pentru a o convinge și făcându-i cinste cu un hot-dog. De la Maria află că Eileen mai are un apartament în care găsesc un test de sarcină pozitiv. Votul are loc, consilierii votând de data aceasta 4-3 pentru nedemolarea parcării. Consiliul este condus de Harold Krempshaw, eternul inamic al lui Monk. În pauză, pe hol, o aude pe Maria că nu are voie să bea alcool pentru că este însărcinată. Atunci își aduce aminte că Crawford, care o cunoștea pe Eileen, a răspuns mai demult la întrebarea lui Disher dacă Eileen a băut că Nu ar bea în perioada asta. Asta înseamnă că Crawford știa că Eileen ar fi gravidă. Dar, potrivit legistului, ea nu a fost gravidă, dar l-a făcut pe Crawford, care îi era amant, să creadă că e însărcinată. Tocmai de aceea Eileen a angajat o femeie gravidă și tâmpită drept secretară, care să dea testul antidrog la angajare. Cu urina lui Marina pusă pe testul de sarcină, Eileen l-a păcălit pe Crawford că e însărcinată cu el ca să-l facă să divorțeze și să se căsătorească cu ea. Crawford, crezând că e gravidă cu el, a omorât-o, a aruncat-o în apă, dar observând pe cei doi germani în apropiere i-a înjunghiat și pe ei și le-a luat camera foto. Monk îi întoarce cravata lui Crawford pe care scrie Chalmers, aceasta este dovada și șerifii îl arestează. Bucuros că a rezolvat cazul și că parcarea nu va fi dărâmată, tot repetă că Eileen avea nevoie să angajeze o tâmpită... Marina aude, se supără și își schimbă votul. Episodul se termină cu dărâmarea parcării și începutul construcției unui nou parc dedicat memoriei soției lui Monk.

## Distribuția

### Roluri principale
- Tony Shalhoub este Adrian Monk
- Traylor Howard este Natalie Teeger
- Jason Gray-Stanford este Lt. Randall Disher
- Ted Levine este Cpt. Leland Stottlemeyer

### Rolurile secundare
- Kali Rocha este Maria Schecter
- Tim Conlon este Paul Crawford
- Jon Polito este George Gionopolis
- Tamlyn Tomita este Eileen Hill
- E.J. Callahan este Al, vânzătorul
- Jill Arrington este femeia de la știrile TV
- Keith Burke este șeriful
- Mike O'Hara este maistrul de construcții